# Planguenoual
Planguenoual foi uma antiga comuna francesa na região administrativa da Bretanha, no departamento de Côtes-d'Armor. Estendia-se por uma área de 32,89 km². Em 2010 a comuna tinha 2 001 habitantes (densidade: 60,8 hab./km²).
Em 1 de janeiro de 2019, passou a formar parte da nova comuna de Lamballe-Armor.